# 福井県道119号三国停車場線
福井県道119号三国停車場線（ふくいけんどう119ごう みくにていしゃじょうせん）は、福井県坂井市内の九頭竜川沿いとえちぜん鉄道三国芦原線三国駅を結ぶ主要地方道（福井県道）で、距離はおよそ600m。三国の古い街並みと商店が続く。

## 路線概要

### 路線データ
- 起点：坂井市（＝前）
- 終点：坂井市（＝福井県道7号三国東尋坊芦原線交点）

## 通過する自治体
- 福井県
  - 坂井市

## 接続道路
- 福井県道226号三国停車場桜谷線（坂井市三国町北本町二丁目・三国停車場、起点）
- 福井県道7号三国東尋坊芦原線（坂井市三国町北本町四丁目・今新交差点、終点）

## 沿線
- えちぜん鉄道三国芦原線 三国駅